# I Love ×××
Singles de Ai Ōtsuka
Zokkondition / Lucky★Star
(2010) Re:Name
(2013)
I Love xxx, ou I ♥ ×××, est le 21e single d'Ai Ōtsuka, sorti au Japon sous le label Avex Trax le 8 septembre 2010. Il atteint la 8e place du classement de l'Oricon. Il se vend à 9 364 exemplaires la première semaine, et reste classé pendant 6 semaines, pour un total de 14 178 exemplaires vendus. I love xxx se trouve sur l'album Love Fantastic.
I Love xxx a été utilisé comme thème musical pour NHK School Chorus 2010 et pour Minna no Uta d'août à septembre 2010.

## Liste des titres
| 1. | I ♥ ×××                | 4:06 |
| 2. | I ♥ ××× (instrumental) | 4:26 |

| 1. | I ♥ ××× |  |

### Interprétations à la télévision
- N-con 2010 (29 avril 2010)
- Music Lovers Live 2010 (6 juin 2010)
- MTV Zushi Fes'10 (13 août 2010)
- J-Wave Live 2010 (15 août 2010)
- Music Japan (5 septembre 2010)
- Music Station (10 septembre 2010)
- CDTV (11 septembre 2010)
- Happy Music (11 septembre 2010)
- Music Lovers (12 septembre 2010)
- N-con 2010  (10 octobre 2010)